# Eva Cantarella
Eva Cantarella (Roma, 28 novembre 1936) è una storica, giurista e sociologa italiana, che si occupa della società antica.

## Biografia
Nata a Roma, figlia del grecista e bizantinista siciliano Raffaele Cantarella, originario di Mistretta, in provincia di Messina, cresce però a Milano, dove compie i suoi studi al Liceo Classico Statale Cesare Beccaria. Nel 1960 si laurea in diritto all'Università degli Studi di Milano e completa la sua formazione all'estero presso le Università di Berkeley e di Heidelberg. Allieva del giurista Giovanni Pugliese, ha svolto attività accademica alle Università di Camerino, di Parma, di Pavia, oltre che all'Università del Texas, ad Austin, e a all'Università di New York, dove è stata visiting professor.
Ha pubblicato saggi sul diritto e su aspetti sociali del mondo greco e romano. 
Dal 1990 al 2010 è stata professoressa ordinaria di Istituzioni di Diritto romano e di Diritto greco antico all'Università di Milano. 
È stata collocata a riposo, per raggiunti limiti di età, a partire dal 1º novembre 2010.

## Premi e riconoscimenti
- Nel 2003 ha vinto il Premio Bagutta con il suo libro Itaca. Eroi, donne, potere tra vendetta e diritto.
- Nel 2019 ha vinto il Premio Hemingway.[1]

## Opere
- Studi sull'omicidio in diritto greco e romano, Milano, A. Giuffrè, 1976
- Norma e sanzione in Omero. Contributo alla protostoria del diritto greco, Milano, A. Giuffrè, 1979
- L'ambiguo malanno. Condizione e immagine della donna nell'antichità greca e romana, Roma, Editori Riuniti, 1981; Feltrinelli, 2013, ISBN 978-88-07-72158-8
- Tacita Muta: la donna nella città antica, Roma, Editori Riuniti, 1985, ISBN 978-88-359-2872-0.
- Le donne e la città. Per una storia della condizione femminile, 1985.
- Secondo natura. La bisessualità nel mondo antico, Roma, Editori Riuniti, 1988; Milano, BUR, 1995-2008; Milano, Feltrinelli, 2016.
- I supplizi capitali in Grecia e a Roma. Origini e funzioni della pena di morte nell'antichità classica, Collana Storica, Milano, Rizzoli, 1991, ISBN 978-88-17-33173-9. - Collana Supersaggi, BUR, 1996-2005; Nuova edizione rivista, Collana UEF. Saggi, Milano, Feltrinelli, 2011-2018.
- Diritto greco. Appunti delle lezioni, Milano, CUEM, 1994.
- Passato prossimo. Donne romane da Tacita a Sulpicia, Collana Elementi, Milano, Feltrinelli, 1996, ISBN 978-88-074-7005-9.
- Pompei. I volti dell'amore, Collana Illustrati. I luoghi e la storia, Milano, Mondadori, 1998, ISBN 978-88-044-5169-3.
- Storia del diritto romano, Milano, CUEM, 1999-2019, ISBN 978-88-600-1638-6.
- con Luciana Jacobelli, Un giorno a Pompei. Vita quotidiana, cultura, società, Napoli, Electa Napoli, 1999, ISBN 978-88-510-0108-7.
- Itaca. Eroi, donne, potere tra vendetta e diritto, Milano, Feltrinelli, 2004. (Premio Bagutta 2003 ex aequo - sezione narrativa, saggistica e poesia e Premio Forte Village 2003)
- Istituzioni di diritto romano, Milano, Mondadori, 2007
- L'amore è un dio. Il sesso e la polis, Milano, Feltrinelli, 2007. (Premio Città di Padova - sezione saggistica 2007)
- Il ritorno della vendetta. Pena di morte: giustizia o assassinio?, Collana Saggi, Milano, BUR, 2007, ISBN 978-88-170-1642-1.
- Dammi mille baci. Veri uomini e vere donne nell'antica Roma, Collana Varia, Milano, Feltrinelli, 2009, ISBN 978-88-511-2220-1.
- Diritto romano. Istituzioni e storia, Milano, Mondadori, 2010, ISBN 978-88-88242-98-9.
- «Sopporta, cuore...» La scelta di Ulisse, Roma-Bari, Laterza, 2010, ISBN 978-88-420-9244-5.
- con Paolo Ricca, I comandamenti. Non commettere adulterio, Bologna, Il Mulino, 2011, ISBN 978-88-15-13970-2.
- con Beatrice Galli e Maria Letizia Quinzio, Meravigliosamente. Mito, epica, altri linguaggi, Milano, Mondadori Education, Einaudi Scuola, 2011.
- Diritto e società in Grecia e a Roma. Scritti scelti, a cura di Alberto Maffi e Lorenzo Gagliardi, Milano, Giuffrè, 2011.
- con Luciana Jacobelli, Nascere, vivere e morire a Pompei, Mondadori Electa, 2011.
- con Luciana Jacobelli, Pompei è viva, Collana Varia, Milano, Feltrinelli, 2013, ISBN 978-88-074-9146-7.
- Ippopotami e Sirene. I viaggi di Omero e di Erodoto, Collana Dialoghi sull'uomo, Novara, UTET, 2014, ISBN 978-88-511-2220-1.
- Diritto e sessualità in Grecia e a Roma, con Lorenzo Gagliardi e Marxiano Melotti, Milano, CUEM, 2014, ISBN 978-88-600-1777-2.
- Perfino Catone scriveva ricette. I greci, i romani e noi, Collana Varia, Feltrinelli, Milano, 2014, ISBN 978-88-074-9167-2.
- Non sei più mio padre. Il conflitto tra genitori e figli nel mondo antico, Collana Varia, Milano, Feltrinelli, 2015, ISBN 978-88-074-9191-7.
- La dolcezza delle lacrime. Il mito di Orfeo, Milano, Mimesis, 2015, ISBN 978-88-575-2846-5.
- con Ettore Miraglia, L'importante è vincere. Da Olimpia a Rio de Janeiro, Collana Varia, Milano, Feltrinelli, 2016, ISBN 978-88-074-9200-6.
- Come uccidere il padre. Genitori e figli da Roma a oggi, Collana Varia, Milano, Feltrinelli, 2017, ISBN 978-88-074-9222-8.
- Gli amori degli altri. Tra cielo e terra, da Zeus a Cesare, Collana I fari, Milano, La nave di Teseo, 2018, ISBN 978-88-934-4678-5.
- Le donne e la città. Per una storia della condizione femminile, New Press, 2019, ISBN 978-88-953-8359-0.
- Gli inganni di Pandora. L'origine delle discriminazioni di genere nella Grecia antica, Collana Varia, Milano, Feltrinelli, 2019, ISBN 978-88-074-9270-9.
- Sparta e Atene. Autoritarismo e democrazia, Collana Stile libero extra, Torino, Einaudi, 2021, ISBN 978-88-062-4692-1.
- Contro Antigone o dell'egoismo sociale, Collana Stile Libero Extra, Torino, Einaudi, 2024, ISBN 978-88-062-5483-4.